# Zapach zielonej papai
Zapach zielonej papai (wietn. Mùi đu đủ xanh) – wietnamsko-francuski dramat filmowy z 1993 roku w reżyserii Tran Anh Hunga, będący jego pełnometrażowym debiutem. W roli głównej wystąpiła Tran Nu Yên-Khê, prywatnie żona reżysera.
Obraz zdobył liczne wyróżnienia, m.in. Złotą Kamerę na 46. MFF w Cannes oraz nagrodę Cezara za najlepszy debiut reżyserski. Był także nominowany do Oscara za najlepszy film nieanglojęzyczny jako pierwszy w historii film oficjalnie reprezentujący Wietnam.

## Fabuła
Młoda dziewczyna, Mùi, zostaje służącą miejscowej bogatej rodziny. Mùi jest niezwykle spokojną i ciekawą świata dziewczynką. Rodzina, dla której pracuje, składa się z często wyjeżdżającego męża, żony, starszego syna, dwóch młodszych synów i schorowanej matki męża. Mąż przed swoją ostatnią, czwartą podróżą bierze ze sobą rodzinne oszczędności. Wraca z wojaży chory i umiera krótko po powrocie.
Dziesięć lat później w rodzinie zaczynają się pojawiać coraz większe problemy. Dwóch synów wyjechało, a rzadko widywana, schorowana żona zajęła miejsce swojej zmarłej teściowej na piętrze. Choć żona traktuje Mùi jak członka rodziny, młoda służąca postanawia zmienić miejsce pracy. Mùi przechodzi do pianisty, przyjaciela z dzieciństwa jednego z synów poprzednich pracodawców. Nowy pracodawca jest zaręczony, ale woli spędzać czas grając na fortepianie, niż dzielić go ze swoją narzeczoną. 
Pewnej nocy, w czasie rozmowy zaręczonych, jego gra na fortepianie staje się coraz bardziej głośna i niepokojąca. Pianista wyraźnie ignoruje swoją wybrankę, a wyglądająca przez okno Mùi, widzi, że narzeczona opuszcza jego pokój. Kiedy Mùi wchodzi do pokoju, muzyka staje się bardziej spokojna i harmonijna. Później tej samej nocy widzowie obserwują, jak pianista wchodzi do mieszkania Mùi, zamykając za sobą drzwi. Gdy wybranka muzyka dowiaduje się o tym, zrywa z nim zaręczyny. Pianista uczy Mùi czytać i pisać, oraz pokazuje jak zachowywać się jak dama. Film kończy się sceną, w której ciężarna Mùi czyta poezję swojemu mężowi oraz żonie swojego pierwszego pracodawcy. 

## Obsada
- Tran Nu Yên-Khê – Mui, w wieku 20 lat
- Man San Lu – Mui, w wieku 10 lat
- Thi Loc Truong – matka
- Anh Hoa Nguyen – stara Ti
- Hoa Hoi Vuong – Khuyen
- Ngoc Trung Tran – ojciec
- Vantha Talisman – Thu
- Keo Souvannavong – Trung
- Van Oanh Nguyen – pan Thuan
- Gerard Neth – Tin
- Nhat Do – Lam
- Thi Hai Vo – babcia
- Thi Thanh Tra Nguyen – Mai
- Lam Huy Bui – lekarz
- Xuan Thu Nguyen – sprzedawca antyków

## Produkcja
Mimo że akcja filmu rozgrywa się w całości w Wietnamie, zdjęcia nagrano w podparyskim studiu filmowym w Boulogne-Billancourt.

## Nagrody i nominacje
- 1993: Złota Kamera za najlepszy debiut reżyserski na 46. MFF w Cannes
- 1993: nominacja do Złotej Żaby za zdjęcia Benoît Delhomme'a na MFF Camerimage
- 1994: nominacja do Oscara dla najlepszego filmu nieanglojęzycznego
- 1994: British Film Institute - Nagroda im. Sutherlanda
- 1994: Cezar za najlepszy debiut reżyserski